# Mistrzostwa Świata w Piłce Siatkowej Kobiet 2018 (eliminacje strefy CAVB)
Eliminacje strefy CAVB do Mistrzostw Świata w Piłce Siatkowej Kobiet 2018 odbywały się w dwóch rundach kwalifikacyjnych i brało w nich udział 16 reprezentacji. Eliminacje wyłoniły 2 zespoły, które awansowały do Mistrzostw Świata w Piłce Siatkowej Kobiet 2018.
Kwalifikacje były ściśle związane z Mistrzostwami Afryki w Piłce Siatkowej Kobiet 2017 (pierwsza runda kwalifikacyjna pełniła rolę eliminacji do Mistrzostw Afryki 2017, na których wyłonieni zostali przedstawiciele CAVB na Mistrzostwa Świata 2018)

## Uczestnicy
W eliminacjach uczestniczyło 16 reprezentacji. Wszystkie przystępujące do eliminacji drużyny rozpoczęły je od pierwszej rundy, z wyjątkiem Kamerunu, który był gospodarzem Mistrzostw Afryki 2017, oraz Czadu i Zambii, które otrzymały dzikie karty na te mistrzostwa.
| Strefa I Grupa A                                                   | Strefa II Grupa B                                             | Strefa III Grupa C                                             | Drużyny nieuczestniczące w eliminacjach                                                        | Drużyny nieuczestniczące w eliminacjach                                                                            |
| ------------------------------------------------------------------ | ------------------------------------------------------------- | -------------------------------------------------------------- | ---------------------------------------------------------------------------------------------- | --- |
| Algieria Tunezja Libia*                                            | Republika Zielonego Przylądka Senegal Gambia*                 | Wybrzeże Kości Słoniowej Ghana Nigeria Niger*                  | Angola Benin Burkina Faso Dżibuti Erytrea Etiopia Gwinea Gwinea Bissau Gwinea Równikowa Komory | Kongo Liberia Mali Maroko Mauretania Południowa Afryka Sierra Leone Somalia Togo Wyspy Świętego Tomasza i Książęca |
| Strefa IV Grupa D                                                  | Strefa V Grupa E                                              | Strefa VI Grupa F                                              | Angola Benin Burkina Faso Dżibuti Erytrea Etiopia Gwinea Gwinea Bissau Gwinea Równikowa Komory | Kongo Liberia Mali Maroko Mauretania Południowa Afryka Sierra Leone Somalia Togo Wyspy Świętego Tomasza i Książęca |
| Demokratyczna Republika Konga Gabon* Republika Środkowoafrykańska* | Egipt Kenia Rwanda Uganda Burundi* Sudan* Tanzania*           | Botswana Mozambik Eswatini Lesotho* Malawi* Namibia* Zimbabwe* | Angola Benin Burkina Faso Dżibuti Erytrea Etiopia Gwinea Gwinea Bissau Gwinea Równikowa Komory | Kongo Liberia Mali Maroko Mauretania Południowa Afryka Sierra Leone Somalia Togo Wyspy Świętego Tomasza i Książęca |
| Strefa VII Grupa G                                                 | Drużyny rozpoczynające rozgrywki od Mistrzostw Afryki 2017    | Drużyny rozpoczynające rozgrywki od Mistrzostw Afryki 2017     | Angola Benin Burkina Faso Dżibuti Erytrea Etiopia Gwinea Gwinea Bissau Gwinea Równikowa Komory | Kongo Liberia Mali Maroko Mauretania Południowa Afryka Sierra Leone Somalia Togo Wyspy Świętego Tomasza i Książęca |
| Madagaskar* Mauritius* Seszele*                                    | Kamerun (gospodarz) Czad* (dzika karta) Zambia* (dzika karta) | Kamerun (gospodarz) Czad* (dzika karta) Zambia* (dzika karta)  | Angola Benin Burkina Faso Dżibuti Erytrea Etiopia Gwinea Gwinea Bissau Gwinea Równikowa Komory | Kongo Liberia Mali Maroko Mauretania Południowa Afryka Sierra Leone Somalia Togo Wyspy Świętego Tomasza i Książęca |

*- drużyna wycofała się z rozgrywek

## Pierwsza runda kwalifikacyjna
Uczestnicy kwalifikacji zostali rozdzieleni na 7 grup. Grupy odpowiadają strefom regionalnym, na jakie podzielona jest Afryka wg CAVB.
Wśród uczestniczących reprezentacji zostali wybrani gospodarze turniejów. Rozgrywki bbyły prowadzone systemem kołowym, „każdy z każdym” bez meczów rewanżowych.
Do drugiej rundy kwalifikacyjnej awansują zwycięzcy grup A i G oraz po dwa najlepsze zespoły z pozostałych grup. Awans otrzymają również dwa zespoły najwyżej sklasyfikowane w Rankingu FIVB w lipcu 2017. W przypadku, gdy któraś z tych trzech drużyn awans wywalczyłaby wcześniej w ramach rozgrywek pierwszej rundy w swojej grupie, awans uzyskałaby kolejna w tabeli tejże grupy reprezentacja.

### Grupa A (Strefa I – Afryka Północna)
Według wstępnych informacji podanych przez FIVB w rozgrywkach tej grupy miały wziąć udział 3 reprezentacje: Algierii, Libii i Tunezji. Ostatecznie do turnieju przystąpią Algieria i Tunezja.
W tej grupie zespoły rozegrały między sobą dwa mecze.
Zarówno Tunezja (28 miejsce w Rankingu FIVB), jak i Algieria (31 miejsce) awansowały na Mistrzostwa Afryki jako najwyżej sklasyfikowane w Rankingu FIVB afrykańskie drużyny (nie licząc gospodarzy mistrzostw, Kamerunu – 18 miejsce). Ponieważ w grupie A nie grały inne drużyny, żadna reprezentacja nie awansowała dodatkowo do mistrzostw kontynentu.
 OPOW, Bidżaja, Algieria
     Awans na Mistrzostwa Afryki 2017
     Awans na Mistrzostwa Afryki 2017 (Ranking FIVB)
| Lp. | Drużyna  | Mecze | Mecze   | Mecze   | Pkt | Sety | Sety | Sety  | Małe punkty | Małe punkty | Małe punkty |
| Lp. | Drużyna  | M     | W (3:2) | P (2:3) | Pkt | wyg. | prz. | ratio | zdob.       | str.        | ratio       |
| --- | -------- | ----- | ------- | ------- | --- | ---- | ---- | ----- | ----------- | ----------- | ----------- |
| 1   | Tunezja  | 2     | 2 (0)   | 0 (0)   | 6   | 6    | 2    | 3.000 | 192         | 187         | 1.027       |
| 2   | Algieria | 2     | 0 (0)   | 2 (0)   | 0   | 2    | 6    | 0.333 | 187         | 192         | 0.974       |

Źródło: afvb.org
Punktacja: 3:0 i 3:1 – 3 pkt; 3:2 – 2 pkt; 2:3 – 1 pkt; 1:3 i 0:3 – 0 pkt
Zasady ustalania kolejności: 1. liczba zwycięstw; 2. liczba punktów; 3. stosunek setów; 4. stosunek małych punktów; 5. bilans w bezpośrednich meczach
| Data       | Godz. | Drużyna 1 | Wynik | Drużyna 2 | 1     | 2     | 3     | 4     | 5 | Widzów | *      |
| ---------- | ----- | --------- | ----- | --------- | ----- | ----- | ----- | ----- | - | ------ | ------ |
| 2017-09-09 | 18:00 | Algieria  | 1:3   | Tunezja   | 21:25 | 25:20 | 24:26 | 21:25 |   |        | Źródło |
| 2017-09-10 | 18:00 | Tunezja   | 3:1   | Algieria  | 19:25 | 25:23 | 27:25 | 25:23 |   |        | Źródło |

### Grupa B (Strefa II – Afryka Północno-Zachodnia)
Według wstępnych informacji podanych przez FIVB w rozgrywkach tej grupy miały wziąć udział 3 reprezentacje: Gambii, Republiki Zielonego Przylądka i Senegalu. Ostatecznie do turnieju przystąpiły Republika Zielonego Przylądka i Senegal.
 Gimno Desportivo Vavá Duarte, Praia, Republika Zielonego Przylądka
     Awans na Mistrzostwa Afryki 2017
| Lp. | Drużyna                       | Mecze | Mecze   | Mecze   | Pkt | Sety | Sety | Sety  | Małe punkty | Małe punkty | Małe punkty |
| Lp. | Drużyna                       | M     | W (3:2) | P (2:3) | Pkt | wyg. | prz. | ratio | zdob.       | str.        | ratio       |
| --- | ----------------------------- | ----- | ------- | ------- | --- | ---- | ---- | ----- | ----------- | ----------- | ----------- |
| 1   | Senegal                       | 1     | 1 (0)   | 0 (0)   | 3   | 3    | 0    | MAX   | 75          | 49          | 1.531       |
| 2   | Republika Zielonego Przylądka | 1     | 0 (0)   | 1 (0)   | 0   | 0    | 3    | 0.000 | 49          | 75          | 0.653       |

Źródło: sportsmidia.cv
Punktacja: 3:0 i 3:1 – 3 pkt; 3:2 – 2 pkt; 2:3 – 1 pkt; 1:3 i 0:3 – 0 pkt
Zasady ustalania kolejności: 1. liczba zwycięstw; 2. liczba punktów; 3. stosunek setów; 4. stosunek małych punktów; 5. bilans w bezpośrednich meczach
| Data       | Godz. | Drużyna 1                     | Wynik | Drużyna 2 | 1     | 2     | 3     | 4 | 5 | Widzów | * |
| ---------- | ----- | ----------------------------- | ----- | --------- | ----- | ----- | ----- | - | - | ------ | - |
| 2017-04-29 | 19:00 | Republika Zielonego Przylądka | 0:3   | Senegal   | 13:25 | 20:25 | 16:25 |   |   |        | 1 |

### Grupa C (Strefa III – Afryka Zachodnia)
Według wstępnych informacji podanych przez FIVB w rozgrywkach tej grupy miały wziąć udział 4 reprezentacje: Ghany, Nigru, Nigerii i Wybrzeża Kości Słoniowej. Ostatecznie do turnieju przystąpiły Ghana, Nigeria i Wybrzeże Kości Słoniowej.
 Abidżan, Wybrzeże Kości Słoniowej
     Awans na Mistrzostwa Afryki 2017
| Lp. | Drużyna                  | Mecze | Mecze   | Mecze   | Pkt | Sety | Sety | Sety  | Małe punkty | Małe punkty | Małe punkty |
| Lp. | Drużyna                  | M     | W (3:2) | P (2:3) | Pkt | wyg. | prz. | ratio | zdob.       | str.        | ratio       |
| --- | ------------------------ | ----- | ------- | ------- | --- | ---- | ---- | ----- | ----------- | ----------- | ----------- |
| 1   | Nigeria                  | 2     | 2 (0)   | 0 (0)   | 6   | 6    | 0    | MAX   | 151         | 96          | 1.573       |
| 2   | Ghana                    | 2     | 1 (0)   | 1 (0)   | 3   | 3    | 4    | 0.750 | 131         | 151         | 0.868       |
| 3   | Wybrzeże Kości Słoniowej | 2     | 0 (0)   | 2 (0)   | 0   | 1    | 6    | 0.167 | 132         | 167         | 0.790       |

Źródło: fivb.org
Punktacja: 3:0 i 3:1 – 3 pkt; 3:2 – 2 pkt; 2:3 – 1 pkt; 1:3 i 0:3 – 0 pkt
Zasady ustalania kolejności: 1. liczba zwycięstw; 2. liczba punktów; 3. stosunek setów; 4. stosunek małych punktów; 5. bilans w bezpośrednich meczach
| Data       | Godz. | Drużyna 1                | Wynik | Drużyna 2 | 1     | 2     | 3     | 4     | 5 | Widzów | *      |
| ---------- | ----- | ------------------------ | ----- | --------- | ----- | ----- | ----- | ----- | - | ------ | ------ |
| 2017-08-18 |       | Wybrzeże Kości Słoniowej | 1:3   | Ghana     | 17:25 | 16:25 | 25:16 | 18:25 |   |        | Źródło |
| 2017-08-19 |       | Ghana                    | 0:3   | Nigeria   | 16:25 | 17:25 | 7:25  |       |   |        | Źródło |
| 2017-08-20 |       | Wybrzeże Kości Słoniowej | 0:3   | Nigeria   | 24:26 | 12:25 | 20:25 |       |   |        | Źródło |

### Grupa D (Strefa IV – Afryka Środkowa)
Według wstępnych informacji podanych przez FIVB w rozgrywkach tej grupy miały wziąć udział 4 reprezentacje: Demokratycznej Republiki Konga, Gabonu, Kamerunu i Republiki Środkowoafrykańskiej.
Ostatecznie chęć przystąpienia do rywalizacji wyraziła tylko Demokratyczna Republika Konga, podczas gdy Kamerun został wybrany gospodarzem Mistrzostw Afryki 2017. W związku z rezygnacją pozostałych reprezentacji, drużyna Demokratycznej Republiki Konga awansowała na Mistrzostwa Afryki 2017.

### Grupa E (Strefa V – Afryka Wschodnia)
Według wstępnych informacji podanych przez FIVB w rozgrywkach tej grupy miało wziąć udział 7 reprezentacji: Burundi, Egiptu, Kenii, Rwandy, Sudanu, Tanzanii i Ugandy. Ostatecznie do turnieju przystąpiły Egipt, Kenia, Rwanda i Uganda.
 Kasarani Indoor Arena, Kasarani, Kenia
     Awans na Mistrzostwa Afryki 2017
| Lp. | Drużyna | Mecze | Mecze   | Mecze   | Pkt | Sety | Sety | Sety  | Małe punkty | Małe punkty | Małe punkty |
| Lp. | Drużyna | M     | W (3:2) | P (2:3) | Pkt | wyg. | prz. | ratio | zdob.       | str.        | ratio       |
| --- | ------- | ----- | ------- | ------- | --- | ---- | ---- | ----- | ----------- | ----------- | ----------- |
| 1   | Kenia   | 3     | 3 (0)   | 0 (0)   | 9   | 9    | 0    | MAX   | 225         | 145         | 1.552       |
| 2   | Egipt   | 3     | 2 (0)   | 1 (0)   | 6   | 6    | 4    | 1.500 | 223         | 199         | 1.121       |
| 3   | Uganda  | 3     | 1 (1)   | 2 (0)   | 2   | 3    | 8    | 0.375 | 184         | 248         | 0.742       |
| 4   | Rwanda  | 3     | 0 (0)   | 3 (1)   | 1   | 3    | 9    | 0.333 | 238         | 278         | 0.856       |

Źródło: fivb.org
Punktacja: 3:0 i 3:1 – 3 pkt; 3:2 – 2 pkt; 2:3 – 1 pkt; 1:3 i 0:3 – 0 pkt
Zasady ustalania kolejności: 1. liczba zwycięstw; 2. liczba punktów; 3. stosunek setów; 4. stosunek małych punktów; 5. bilans w bezpośrednich meczach
| Data       | Godz. | Drużyna 1 | Wynik | Drużyna 2 | 1     | 2     | 3     | 4     | 5    | Widzów | *      |
| ---------- | ----- | --------- | ----- | --------- | ----- | ----- | ----- | ----- | ---- | ------ | ------ |
| 2017-07-28 |       | Rwanda    | 1:3   | Egipt     | 18:25 | 25:21 | 23:25 | 20:25 |      |        | Źródło |
| 2017-07-28 |       | Kenia     | 3:0   | Uganda    | 25:12 | 25:15 | 25:12 |       |      |        | Źródło |
| 2017-07-29 |       | Egipt     | 3:0   | Uganda    | 25:14 | 25:12 | 25:12 |       |      |        | Źródło |
| 2017-07-29 |       | Rwanda    | 0:3   | Kenia     | 22:25 | 16:25 | 16:25 |       |      |        | Źródło |
| 2017-07-30 |       | Uganda    | 3:2   | Rwanda    | 23:25 | 19:25 | 25:16 | 25:23 | 15:9 |        | Źródło |
| 2017-07-30 |       | Egipt     | 0:3   | Kenia     | 18:25 | 17:25 | 17:25 |       |      |        | Źródło |

### Grupa F (Strefa VI – Afryka Południowa)
Według wstępnych informacji podanych przez FIVB w rozgrywkach tej grupy miało wziąć udział 7 reprezentacji: Botswany, Lesotho, Malawi, Mozambiku, Namibii, Eswatini i Zimbabwe. Ostatecznie do turnieju przystąpiły Botswana, Mozambik i Eswatini.
 Politecnica Hall, Maputo, Mozambik
     Awans na Mistrzostwa Afryki 2017
| Lp. | Drużyna  | Mecze | Mecze   | Mecze   | Pkt | Sety | Sety | Sety  | Małe punkty | Małe punkty | Małe punkty |
| Lp. | Drużyna  | M     | W (3:2) | P (2:3) | Pkt | wyg. | prz. | ratio | zdob.       | str.        | ratio       |
| --- | -------- | ----- | ------- | ------- | --- | ---- | ---- | ----- | ----------- | ----------- | ----------- |
| 1   | Botswana | 2     | 2 (0)   | 0 (0)   | 6   | 6    | 0    | MAX   | 150         | 94          | 1.596       |
| 2   | Mozambik | 2     | 1 (1)   | 1 (0)   | 2   | 3    | 5    | 0.600 | 149         | 176         | 0.847       |
| 3   | Eswatini | 2     | 0 (0)   | 2 (1)   | 1   | 2    | 6    | 0.333 | 153         | 182         | 0.841       |

Źródło: fivb.org
Punktacja: 3:0 i 3:1 – 3 pkt; 3:2 – 2 pkt; 2:3 – 1 pkt; 1:3 i 0:3 – 0 pkt
Zasady ustalania kolejności: 1. liczba zwycięstw; 2. liczba punktów; 3. stosunek setów; 4. stosunek małych punktów; 5. bilans w bezpośrednich meczach
| Data       | Godz. | Drużyna 1 | Wynik | Drużyna 2 | 1     | 2     | 3     | 4     | 5    | Widzów | *      |
| ---------- | ----- | --------- | ----- | --------- | ----- | ----- | ----- | ----- | ---- | ------ | ------ |
| 2017-06-30 |       | Mozambik  | 3:2   | Eswatini  | 25:22 | 17:25 | 25:27 | 25:18 | 15:9 |        | Źródło |
| 2017-07-01 |       | Mozambik  | 0:3   | Botswana  | 13:25 | 14:25 | 15:25 |       |      |        | Źródło |
| 2017-07-02 |       | Botswana  | 3:0   | Eswatini  | 25:16 | 25:17 | 25:19 |       |      |        | Źródło |

Reprezentacja Mozambiku uzyskała kwalifikację na Mistrzostwa Afryki 2017, ale zrezygnowała z udziału w turnieju.

### Grupa G (Strefa VII – Ocean Indyjski)
Według wstępnych informacji podanych przez FIVB w rozgrywkach tej grupy miały wziąć udział 3 reprezentacje: Madagaskaru, Mauritiusa i Seszeli. Wszystkie zespoły wycofały się z rozgrywek.

## Mistrzostwa Afryki 2017[6]
Mistrzostwa Afryki 2017 odbyły się w Kamerunie w dniach 7 – 14 października i wzięło w nich udział 9 reprezentacji.
Na Mistrzostwa Świata 2018 awansowały 2 najlepsze zespoły w końcowej klasyfikacji.

### Klasyfikacja końcowa
kwalifikacja do Mistrzostw Świata 2018
| Miejsce | Reprezentacja                 |
| ------- | ----------------------------- |
| złoto   | Kamerun                       |
| srebro  | Kenia                         |
| brąz    | Egipt                         |
| 4.      | Senegal                       |
| 5.      | Tunezja                       |
| 6.      | Algieria                      |
| 7.      | Nigeria                       |
| 8.      | Botswana                      |
| 9.      | Demokratyczna Republika Konga |